# Jaime Guardia

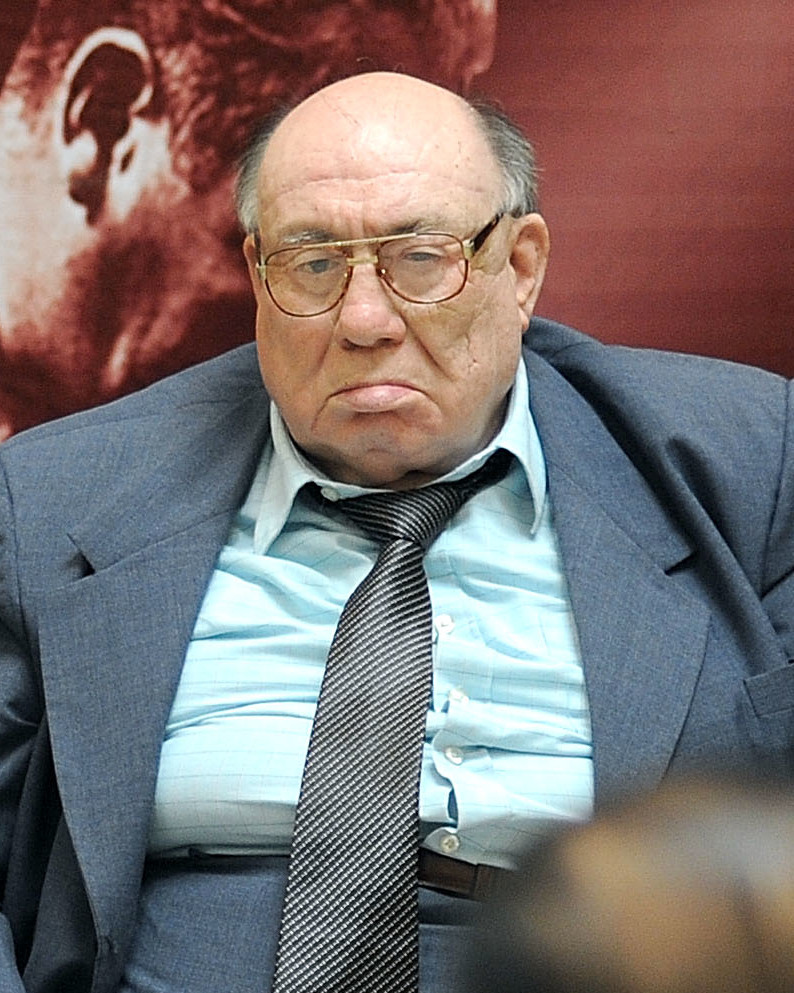
Jaime Guardia, 2011

Jaime Guardia Neyra (* 10. Februar 1933 in Pausa, Provinz Parinacochas, Region Ayacucho, Peru; † 16. Juli 2018 in Lima) war ein peruanischer Charangospieler, Sänger, Komponist und Sammler traditioneller Lieder auf Chanka-Quechua und Spanisch.

## Leben
Jaime Guardia hatte viele Onkel und Vettern, die Musiker waren und Gitarre spielten, doch von seinen Eltern wurde seine Musikalität in seiner Kindheit nicht unterstützt. Er spielte insbesondere Quena und Charango, und bereits 1940 kam er nach Lima, wo er sich mit der Zeit als Charangospieler einen Namen machte. In den 1950er Jahren gründete er mit Jacinto Peve und Luis Nakayama das Trio La Lira Paucina, mit dem sechs Schallplatten aufgenommen wurden. Später überwogen dann die Auftritte als Solist sowohl auf der Bühne als auch im peruanischen Fernsehen.
In den 1950er Jahren lernte Jaime Guardia den Schriftsteller José María Arguedas kennen, Leiter der Folklore-Abteilung beim peruanischen Bildungsministerium. Arguedas war gerade dabei, an seinem Roman Todas las sangres zu schreiben. Er entschied sich, Jaime Guardia und Josafat Roel Pineda in der Folklore-Abteilung anzustellen. Arguedas widmete seinen Roman Todas las sangres an Jaime Guardia.
Für den jungen Gitarristen Manuelcha Prado war Jaime Guardia als Folklore-Musiker aus der Region Ayacucho ein Vorbild. Als Manuelcha Prado 1972 aus Puquio nach Lima kam, suchte er Guardia überall auf – „auf den Bergen, Ebenen und Sandflächen“, wie Prado sagt –, um ihn um Rat zu bitten.
Bis wenige Jahre vor seinem Tod traten Jaime Guardia mit dem Charango und Manuelcha Prado mit der Gitarre oft gemeinsam auf, um traditionelle Musik der Anden vorzutragen.
Jaime Guardia starb am 16. Juli 2018.

## Werke
- 1988: Jaime Guardia, charanguista. Instituto Nacional de Cultura, Lima.